# Артилерийска бригада на 49 дивизия
Артилерийската бригада на 49 дивизия е комунистическа партизанска единица във Вардарска Македония, участвала в така наречената Комунистическата съпротива във Вардарска Македония.

## Създаване

### Предистория
На 9 септември 1944 година при боеве край град Прилеп са пленени 2x105 mm гаубици, 100 броя боеприпаси, 22 коня и други. Получава се нареждане да се създаде батарея, което става факт в прилепското село Ропотово. На 17 септември батареята заминава за Заяс, където се присъединява към четиридесет и девета македонска дивизия. След битките при Кичево и Заяс се присъединява към четиридесет и осма македонска дивизия. По това време батареята се състои от 80 души с 2 гаубици, 22 коня, 7 волски коли и 40 снаряда. Впоследствие батареята се установява в Крушево, където състава и води курс за бойците от първа, пета и седма македонска ударна бригада. На 7 ноември батареята влиза в Прилеп, а малко по-късно се установява в Битоля.

### Създаване на бригадата
Създадена е в Битоля на 15 ноември 1944 година от частите на самостойната батарея на Четиридесет и девета македонска дивизия на НОВЮ. Състои се от две гаубици, осем противотанкови оръдия и 742 души обслужващ персонал. На 16 декември 1944 година е разформирована в Скопие, а състава и влиза в първа македонска артилерийска бригада.

## Команден състав[2]
- Александър Коневски – командир
- Блаже Стефановски – политически комисар
- Радомир Буричкович – заместник-политически комисар
- Вангел Богдановски – началник-щаб